# برايان شيلي
برايان شيلي (بالإنجليزية: Brian Shelley)‏ (15 نوفمبر 1981 بدبلن في جمهورية أيرلندا - ) هو لاعب كرة قدم أيرلندي في مركز الدفاع. لعب مع درودا يونايتد ونادي بوهيميان ونادي شامروك روفرز ونادي كارلايل يونايتد ووايتاكيري يونايتد ولونغفورد تاون ‏ وBallarat City FC ‏.

## وصلات خارجية
- برايان شيلي على موقع قاعدة بيانات كرة القدم.إي يو (الإنجليزية)
- برايان شيلي على موقع Soccerbase.com (لاعب) (الإنجليزية)
- برايان شيلي على موقع عالم كرة القدم.نت (الإنجليزية)